# ポール・ハンティントン
ポール・ハンティントン（Paul Huntington、1987年9月17日 - ）は、イングランド・カーライル出身のプロサッカー選手。カーライル・ユナイテッドFC所属。ポジションはDF。

## クラブ経歴
ニューカッスル・ユナイテッドFCのアカデミー出身。2005年12月のブラックバーン・ローヴァーズFC戦でトップチームデビュー。
2007年8月、出場機会を求めリーズ・ユナイテッドAFCに移籍。2010年2月、双方合意の上で契約を解除。リーズ退団後、ストックポート・カウンティFCにフリーで加入。
2010年7月、ヨーヴィル・タウンFCに加入。
2012年5月、プレストン・ノースエンドFCに移籍。2014-15シーズンの昇格プレーオフ決勝・スウィンドン・タウンFC戦でチーム2点目となるゴールを挙げ、チャンピオンシップ昇格に大きく貢献した。
2022年8月10日、カーライル・ユナイテッドFCに移籍。